# Detlev Riesner
Detlev Heinz Riesner (* 9. Juni 1941 in Stettin) ist ein deutscher Biophysiker, der sich mit kleinsten Krankheitserregern, den Prionen und Viroiden, beschäftigte.
Er ist Mitbegründer mehrerer Biotech-Unternehmen, wovon das Diagnostikunternehmen Qiagen, dessen Aufsichtsratsvorsitzender er bis 2014 war, das erfolgreichste ist. Er berät auch andere biotechnologische Unternehmen, hält Vorträge zu diesem Thema wie auch zu seinem eigentlichen Forschungsgebiet im Bereich der molekularen Medizin.

## Leben
Riesner legte sein Abitur 1960 am Essener Burggymnasium ab. Nach dem Studium der Physik und Biophysik in Hannover promovierte er im Jahre 1970 bei Manfred Eigen an der Technischen Universität Braunschweig mit einer Arbeit über physikalische Chemie von Nukleinsäuren. Von 1970 bis 1973 wirkte er als Assistent bei der Gesellschaft für biotechnologische Forschung in Braunschweig und von 1974 bis 1975 im Institut für Klinische Biochemie und Physiologische Chemie (Abt. G. Maass) der Medizinischen Hochschule Hannover mit dem Forschungsschwerpunkt „Protein-Nukleinsäure, Wechselwirkung, Strukturänderungen von Nukleinsäure“. 1973 befasste er sich als Postdoktorand an der Princeton University, USA bei J. R. Fresco mit der Elektronenmikroskopie von Proteinen. 1975 habilitierte er sich mit einer Arbeit über „Biophysikalische Chemie und Molekularbiologie“ an der Medizinischen Hochschule Hannover.
Von 1977 bis 1980 war er Professor für Physikalische Biochemie an der Technischen Hochschule Darmstadt. Anschließend war er bis 2006 als Professor und Direktor des Instituts für Physikalische Biologie der Heinrich-Heine-Universität Düsseldorf tätig. Dort war er auch Dekan und Prodekan der Mathematisch-Naturwissenschaftlichen Fakultät und Prorektor für Forschung und wissenschaftlichen Nachwuchs. Seit seiner Emeritierung 2006 gehörte er bis Ende 2017 dem Hochschulrat der Heinrich-Heine-Universität an.
Riesner hatte darüber hinaus Gastprofessuren an der Academia Sinica (Taiwan) und der University of California, San Francisco inne. Zudem gehört er noch den Aufsichtsräten der Firmen AC Immune SA (Lausanne), evocatal GmbH (Monheim am Rhein), DIWA GmbH (Düsseldorf) und der DRK-Blutspendedienst West gGmbH (Hagen) an.

## Auszeichnungen
- 1992 Max-Planck-Forschungspreis für internationale Zusammenarbeit, zusammen mit Stanley Prusiner
- 1999 Universitätspreis der Universität Duisburg-Essen
- 2005 Bundesverdienstkreuz 1. Klasse
- Universitätspreis der Heinrich-Heine-Universität Düsseldorf
- 2017: Verdienstorden des Landes Nordrhein-Westfalen[4][5]
- 2018: Innovationspreis des Landes Nordrhein-Westfalen (Kategorie: Ehrenpreis)[6]
- 2019: Mitglied der Nordrhein-Westfälischen Akademie der Wissenschaften und der Künste
- 2022: Aufnahme in die Hall of Fame der deutschen Forschung